# سامسونج جالكسي أي 8 (2015)
سامسونج جالكسي A8 (بالإنجليزية: Samsung Galaxy A8)‏ هو هاتف ذكي يعمل بنظام أندرويد، أصدرته شركة سامسونج في أغسطس 2015.

## المواصفات

### الشاشة
شاشة الجهاز هي شاشة لمس تعمل بتقنية "سوبر أموليد"، بقياس 5.7 إنش وبدقة عرض 1080×1920 بكسل (Full HD)؛ وبكثافة تقارب 386 بكسل في الإنش. وتدعم الشاشة تقنية اللمس المتعدد.

### المعالجة والنظام والذاكرة
يعمل الجهاز بنظام أندرويد من الإصدار 5.1، ويحمل معالجَين من نوع كوالكوم MSM8939 سنابدراغون 615، الأول بسرعة 1.8 غيغاهرتز رباعي النوى، والثاني بسرعة 1.3 غيغاهرتز رباعي النوى. ومعالج الرسوميات في الجهاز من نوع أدرينو 405. أما ذاكرة الرام فبسعة 2 غيغابايت، والذاكرة الداخلية بسعة 32 غيغابايت، والجهاز قادر على استقبال ذاكرة خارجية بسعة 128 غيغابايت.

### الكاميرا
الكاميرا الخلفية للجهاز بدقة 16 ميغابكسل، مع تقنية التركيز الآلي وفلاش LED، وهي قادرة على تمييز الوجوه وتحمل تقنية التصوير البانورامي. ودقة تصوير الفيديو فيها 1080×1920 بكسل (Full HD). أما الكاميرا الأمامية فبدقة 5 ميغابكسل ودقة تصوير الفيديو 1080×1920 بكسل.

### الصوتيات
نظام تشغيل الوسائط في الجهاز هو Android media player، ويمكنه تشغيل ملفات صوتية بصيغة إم بي 3، وWAV. ومَدخل سماعة الرأس بقطر 3.5 مليمتر.

### الاتصال
الجهاز قادر على تصفح الإنترنت، ويستطيع تشغيل الواي-فاي. ولديه تقنية بلوتوث من الإصدار 4.1، ويحمل تقنية الاتصال قريب المدى (NFC). وإصدار اليو إس بي فيه هو الإصدار الثاني، ويستطيع تشغيل راديو إف إم.